# Shenzhen Airlines
Shenzhen Airlines (кит.: 深圳航空) — китайська авіакомпанія зі штаб-квартирою в міжнародному аеропорту Шеньчжень Баоань (Шеньчжень, провінція Гуандун, КНР), що працює в сфері внутрішніх і міжнародних пасажирських перевезень.
Член глобального авіаційного альянсу пасажирських перевезень Star Alliance з 29 листопада 2012 року (угода про вступ було підписано 6 липня 2011 року).

## Історія
Авіакомпанія була заснована в жовтні 1992 року розпочала діяльність 13 вересня 1993 року. Вона була створена Міністерством цивільної авіації Китаю і владою Шеньчженя, за фінансової участі Air China, Overseas Chinese Economic City Development Corporation, Банку Китаю та Shenzhen South Tongfa Industrial Corporation. Shenzhen Airlines — одна з найприбутковіших авіакомпаній Китаю. В даний час Shenzhen Airlines належить Банку Розвитку Гуандуна (65 %), Air China (25 %) та Інвестиційного Управління Шеньчженя (10 %).
У 2004 році авіакомпанія стала засновником спільно з Lufthansa Cargo і DEG, міжнародної вантажної авіакомпанії Jade Cargo International, яка почала операції у вересні 2005 року. Shenzhen Airlines належить 51 % акцій вантажної авіакомпанії.
10 червня 2005 року Boeing передав перший Boeing 737-900 до Shenzhen Airlines. Shenzhen Airlines — перша китайська авіалінія, яка замовила Boeing 737-900, і це — перша пряма поставка авіалінії від Boeing авіакомпанії.
У 2006 році Shenzhen Airlines підписала угоду з Mesa Air Group про створення спільного підприємства, Henan Airlines. Ця авіакомпанія була створена в жовтні 2007, її флот становив 3 Bombardier CRJ-200. Планується, що авіакомпанія буде отримувати 20 літаків на рік протягом наступних 5 років.
29 листопада 2012 року Shenzhen Airlines стала офіційним членом альянсу Star Alliance.

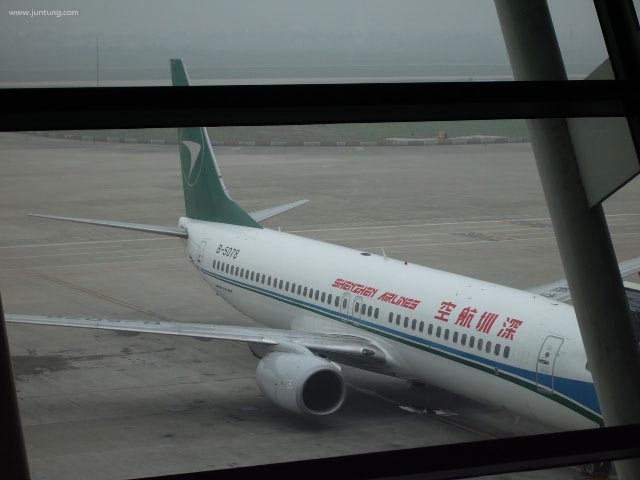
Літак Shenzhen Airlines в старій лівреї.

## Призначення

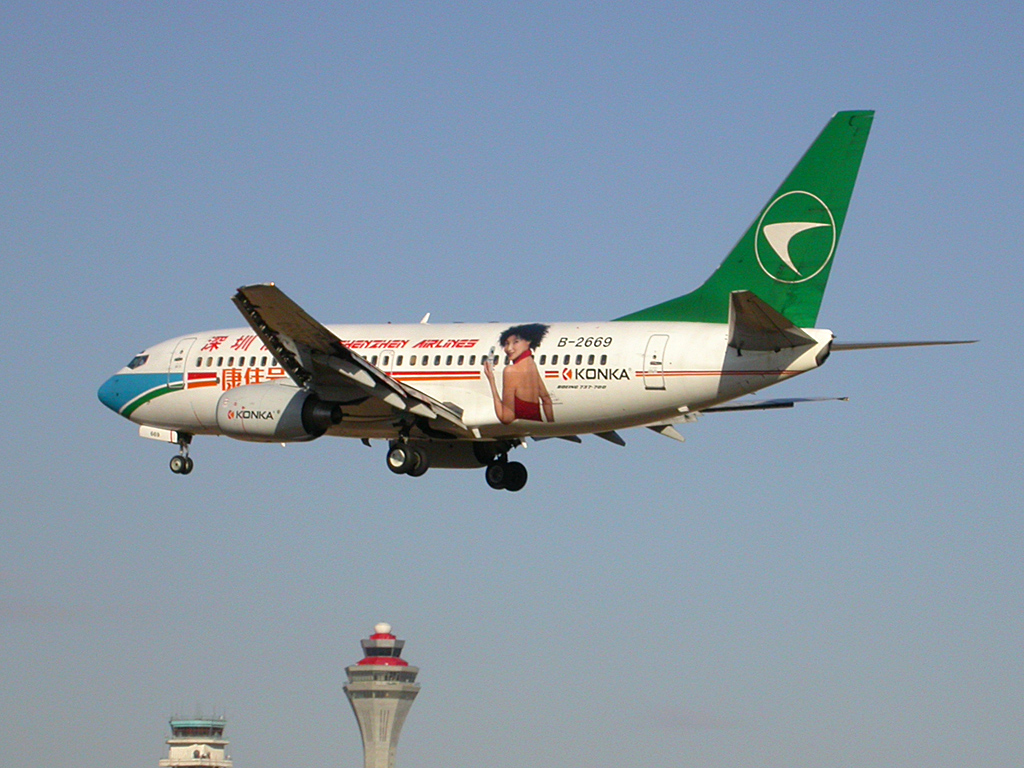
Boeing 737 авіакомпанії Shenzhen Airlines в старій лівреї, який приземляється в Пекіні. На фюзеляжі розміщена реклама (лютий 2004)

### Партнерські угоди
Станом на січень 2015 року Shenzhen Airlines працювала за код-шерінгові угоди з такими авіакомпаніями:
- Air China
- All Nippon Airways
- Asiana Airlines
- Dragonair[7]
- EVA Air
- Singapore Airlines
- SilkAir[8]

## Флот
У червні 2017 року повітряний флот авіакомпанії Shenzhen Airlines становили такі літаки:

## Авіаційні події
- 26 липня 2015 року пасажир рейсу Тайчжоу (провінція Чжецзян) — Гуанчжоу (адміністративний центр провінції провінції Гуандун) авіакомпанії Shenzhen Airlines при посадці літака спробував підпалити в салоні авіалайнера. Він підпалив одне з крісел, а також двері аварійного виходу, але був затриманий пасажирами та екіпажем і пізніше переданий поліції. На борту перебувало 104 людини — 95 пасажирів і 9 членів екіпажу. Постраждало дві людини[10].